# Bath (Maine)
Bath ist eine City im Sagadahoc County im US-Bundesstaat Maine, in den Vereinigten Staaten von Amerika. Im Jahr 2020 lebten dort 8766 Einwohner in 4535 Haushalten auf einer Fläche von 34,24 km². Damit ist es die größte Stadt des Countys und gleichzeitig dessen Shire Town.

## Geographie
Nach dem United States Census Bureau hat Bath eine Gesamtfläche von 34,24 km², von der 23,57 km² Land sind und 10,67 km² aus Gewässern bestehen.

### Geographische Lage
Bath liegt am Westufer des Kennebec River, etwa 20 km flussaufwärts von dessen Mündung in den Atlantik, zentral im Sagadahoc County. Das Stadtgebiet liegt durchschnittlich 10 m.ü.NN und ist eher eben. Im Westen von Bath mündet der Androscoggin River in den Kennebec River. Seitenarme des Kennebec Rivers erstrecken sich bis in das Stadtgebiet von Bath. Bath grenzt an das Cumberland County.

### Nachbargemeinden
Alle Entfernungen sind als Luftlinien zwischen den offiziellen Koordinaten der Orte aus der Volkszählung 2010 angegeben.
- Norden: Bowdoinham, 11,6 km
- Nordosten: Woolwich, 6,8 km
- Südosten: Arrowsic, 8,6 km
- Süden: Phippsburg, 21,2 km
- Südwesten: West Bath, 6,7 km
- Westen: Brunswick, Cumberland County, 14,4 km
- Nordwesten: Topsham, 9,6 km

Größere Städte in der weiteren Umgebung sind:
- Lewiston / Auburn, ca. 32 km nordwestlich
- Augusta, 46 km nordwestlich
- Portland, etwa 43 km südlich

### Stadtgliederung
In Bath gibt es zwei Siedlungsgebiete: Bath und North Bath. North Bath wurde früher Ireland genannt.

### Klima
Das Klima von Bath ist durch die Nähe des Atlantiks weitestgehend mild. Die durchschnittlichen Jahresniederschlagsmengen liegen bei 1220 mm. Die mittlere Durchschnittstemperatur in Bath liegt zwischen −6,7 °C (20 °F) im Januar und 21,1 °C (70 °F) im Juli. Damit ist der Ort gegenüber dem langjährigen Mittel der USA um etwa 9 Grad kühler. Die Schneefälle zwischen Oktober und Mai liegen mit bis zu zweieinhalb Metern mehr als doppelt so hoch wie die mittlere Schneehöhe in den USA; die tägliche Sonnenscheindauer liegt am unteren Rand des Wertespektrums der USA.

## Geschichte
Die Abenaki nannten das Gebiet, in dem Bath liegt, Sagadahoc (Mündung des großen Flusses). Das bezog sich auf den Kennebec River, der hier in den Atlantik mündet. Der Fluss wurde 1605 von Samuel de Champlain erforscht und zwei Jahre später wurde etwas flussabwärts von Bath die Popham Colony und Fort St. George gegründet. Aufgrund des schwierigen Wetters und schlechter Führung scheiterte die Siedlung. Dennoch gingen die Kolonialisten in die Geschichte ein als erste Europäer, die in der Neuen Welt ein ozeantaugliches Schiff, die Virginia of Sagadahoc, bauten. Das Schiff brachte die Siedler nach England zurück.
Um 1660 wurde die Gegend erneut besiedelt. Das Land erwarben die Siedler von dem Indianerhäuptling Robinhood. 1753 wurde Bath als Teil von Georgetown gegründet. Am 17. Februar 1781 erhielt Bath den Titel town und wurde von Georgetown losgelöst. Der Leiter der örtlichen Post, Dummer Sewell, gab der Stadt den Namen Bath, nach der gleichnamigen englischen Stadt Bath.
Am 14. Februar 1844 wurde der bisherige Stadtteil West Bath ebenfalls als town aus der Stadt ausgegliedert. Das eigentliche Stadtrecht, den Titel city, erhielt Bath am 14. Juni 1847 und seit 1854 ist die Stadt der Sitz des Sagadahoc County. Im darauffolgenden Jahr gemeindete die Stadt einen Teil von West Bath wieder ein. Die Stadt wurde in der Folgezeit zum Industriestandort. Neben der in Maine weitverbreiteten Holzverarbeitung siedelten sich auch Eisen- und Messingfabriken an.
Daneben ist seit 1743 der Schiffbau in Bath ansässig. Aufgrund der geographisch günstigen Lage nahe der Mündung des schiffbaren Kennebec Rivers und der ortsansässigen Eisen- und Holzindustrie wurde Bath in der Mitte des 19. Jahrhunderts die fünftgrößte Seewerft der Vereinigten Staaten. Sie produzierte hauptsächlich Klipper. Mehr als 200 Schiffbauunternehmen waren zeitweise in Bath beheimatet, das bekannteste und größte ist Bath Iron Works, das 1884 gegründet wurde und noch heute ein wichtiger Arbeitgeber der Region ist. Auch viele Militärschiffe wurden durch dieses Unternehmen gebaut. Während des Zweiten Weltkrieges verließ alle 17 Tage ein Schiff die Werft. Das letzte Unternehmen der Stadt, das noch hölzerne Schiffe baute, Percy & Small Shipyard, wurde 1971 durch das Meeresmuseum von Maine erworben und ist erhalten geblieben.

### Einwohnerentwicklung
| Volkszählungsergebnisse – City of Bath, Maine | Volkszählungsergebnisse – City of Bath, Maine | Volkszählungsergebnisse – City of Bath, Maine | Volkszählungsergebnisse – City of Bath, Maine | Volkszählungsergebnisse – City of Bath, Maine | Volkszählungsergebnisse – City of Bath, Maine | Volkszählungsergebnisse – City of Bath, Maine | Volkszählungsergebnisse – City of Bath, Maine | Volkszählungsergebnisse – City of Bath, Maine | Volkszählungsergebnisse – City of Bath, Maine | Volkszählungsergebnisse – City of Bath, Maine |
| Jahr                                          | 1700                                          | 1710                                          | 1720                                          | 1730                                          | 1740                                          | 1750                                          | 1760                                          | 1770                                          | 1780                                          | 1790                                          |
| --------------------------------------------- | --------------------------------------------- | --------------------------------------------- | --------------------------------------------- | --------------------------------------------- | --------------------------------------------- | --------------------------------------------- | --------------------------------------------- | --------------------------------------------- | --------------------------------------------- | --------------------------------------------- |
| Einwohner                                     |                                               |                                               |                                               |                                               |                                               |                                               |                                               |                                               |                                               | 949                                           |
| Jahr                                          | 1800                                          | 1810                                          | 1820                                          | 1830                                          | 1840                                          | 1850                                          | 1860                                          | 1870                                          | 1880                                          | 1890                                          |
| Einwohner                                     | 1.225                                         | 2.491                                         | 3.026                                         | 3.773                                         | 5.141                                         | 8.020                                         | 8.076                                         | 7.371                                         | 7.874                                         | 8.723                                         |
| Jahr                                          | 1900                                          | 1910                                          | 1920                                          | 1930                                          | 1940                                          | 1950                                          | 1960                                          | 1970                                          | 1980                                          | 1990                                          |
| Einwohner                                     | 10.477                                        | 9.396                                         | 14.731                                        | 9.110                                         | 10.235                                        | 10.644                                        | 10.717                                        | 9.679                                         | 10.246                                        | 9.799                                         |
| Jahr                                          | 2000                                          | 2010                                          | 2020                                          | 2030                                          | 2040                                          | 2050                                          | 2060                                          | 2070                                          | 2080                                          | 2090                                          |
| Einwohner                                     | 9.266                                         | 8.514                                         | 8.766                                         |                                               |                                               |                                               |                                               |                                               |                                               |                                               |

## Kultur und Sehenswürdigkeiten

### Museen
Die Geschichte Baths als Seefahrerstadt und Schiffbaustandort wird im Schifffahrtsmuseum (Maine Maritime Museum) dokumentiert. Hier finden sich Gemälde und Modelle von in Bath gebauten Schiffen und Seglern, die weitgehend im Original erhaltene Schiffswerft 'Percy & Small' sowie eine Grossskulptur des Segelschiffes Wyoming, des größten je in den USA gebauten Segelschiffes. Das Museum grenzt flussabwärts direkt an das Gelände der Werft „Bath Iron Works“.

### Bauwerke
Bath ist eine Stadt mit ausgeprägt neuenglischem Stadtbild; knapp die Hälfte aller Häuser wurden vor 1940 erbaut. Besonders prägnant sind die beiden neugotischen Kirchen, von denen eine, die Chocolate Church,  inzwischen in die Liste der schützenswerten Gebäude der Kongressbibliothek aufgenommen worden. Sie wird heute nicht mehr als Kirche genutzt, sondern dient als Kunstzentrum mit permanenten und wechselnden Kunstausstellungen.
Der Erhalt der historischen Bauten der Stadt und des Umkreises wird durch eine 1971 gegründete private Gesellschaft, die Sagadahoc Preservation, unterstützt.
In Bath wurden mehrere Bauwerke, ein Schiff und Distrikte unter Denkmalschutz gestellt und ins National Register of Historic Places aufgenommen.
Bauwerke
- W.D. Crooker House, 1979 unter der Register-Nr. 79000165.[10]
- William T. Donnell House, 1989 unter der Register-Nr. 89000840.[11]
- John E.L. Huse Memorial School, 2016 unter der Register-Nr. 16000438.[12]
- Hyde Mansion, 1978 unter der Register-Nr. 78000197.[13]
- Gov. William King House, 1976 unter der Register-Nr. 76000112.[14]
- Captain Merritt House, 1985 unter der Register-Nr. 85000243.[15]
- U.S. Customhouse and Post Office, 1970 unter der Register-Nr. 70000064.[16]
- Winter Street Church, 1971 unter der Register-Nr. 71000044.[17]

Schiff
- Mary E. (Schooner), 2019 unter der Register-Nr. 100004471.[18]

Distrikte
- Bath Historic District, 1973 unter der Register-Nr. 73000261.[19]
- Percy and Small Shipyard, 1971 unter der Register-Nr. 71000043.[20]
- Trufant Historic District, 2004 unter der Register-Nr. 03001402.[21]

## Wirtschaft und Infrastruktur
Bath besitzt zwei besonders wichtige Wirtschaftszweige: einerseits die Schiffswerft „Bath Iron Works“, die hauptsächlich Aufträge der US-Navy bearbeitet, sowie den Tourismus. Die Arbeitslosenquote lag 2005 bei 3,2 %.

### Verkehr
Der Hafen von Bath, im Kennebec River gelegen, ist der wichtigste Verkehrsknoten der Stadt. Er verfügt über drei Piers mit einer Wassertiefe von jeweils 10 m (30 ft); die Stadtfront ist auf etwa einem Kilometern Länge von Sportbooten als Anlegestelle zu nutzen. Der Kennebec ist stromaufwärts bis Augusta schiffbar.
Die Luftanbindung ist durch vier Kleinflughäfen (Westport Airport, Portland Jetport, Augusta Airport und Lewiston Airport) in der Umgebung gesichert, auf denen Geschäftsmaschinen starten und landen können. Die Flughäfen liegen zwischen 10 und 35 Autominuten von Bath entfernt. Ein Großflughafen der Navy, auf dem alle Flugzeugtypen verkehren können, befindet sich in Brunswick; es handelt sich allerdings nicht um einen öffentlichen Flughafen.
Eine seit 1849 bestehende Bahnverbindung, die Bahnstrecke Portland–Rockland, verbindet Bath mit Brunswick und Portland im Westen und seit 1871 mit Rockland im Osten. 1927 wurde die Brücke über den Kennebec River eingeweiht, die eine Eisenbahnfähre ersetzte. Der durch Bath führende Abschnitt gehört heute der Maine Eastern Railroad, die auch einen saisonalen Personenverkehr von Brunswick nach Rockland betreibt. In Bath befindet sich ein Haltepunkt dieser Verbindung. Wegen Schäden am Bahnkörper ist die Strecke statt mit den ausgelegten 59 mph nur mit 35 mph befahrbar.
Von Mitte der 1890er Jahre bis 1937 hatte Bath einen Straßenbahnbetrieb.

### Medien
Die Stadt verfügt über einen lokalen Fernsehsender, die „Bath Community Television“. Es handelt sich dabei um einen öffentlich unterstützen Ableger der Susquehanna Communications. Eine örtliche Wochenzeitung, „The Coastal Journal“, erscheint jeden Donnerstag; eine lokale Tageszeitung existiert nicht.

### Öffentliche Einrichtungen
In Bath gibt es mehrere medizinische Einrichtungen oder Krankenhäuser.
In Bath befindet sich die Patten Free Library. Das Gebäude wurde im Jahr 1890 erbaut.

### Bildung
Bath gehört mit Arrowsic, Georgetown, Phippsburg, West Bath und Woolwich zum Regional School Unit 1 (RSU 1).
Im Schulbezirk werden folgende Schulen angeboten:
- Dike Newell School in Bath, mit den Schulklassen von Pre-Kindergarten bis Klasse 2
- Fisher Mitchell School in Bath, mit den Schulklassen von Klasse 3 bis 5
- Bath Middle School in Bath, mit den Schulklassen von Klasse 6 bis 8
- Morse High School in Bath, mit den Schulklassen 9 bis 12
- Phippsburg Elementary School in Phippsburg, mit den Schulklassen von Pre-Kindergarten bis Klasse 5
- Woolwich Central School in Woolwich, mit den Schulklassen von Pre-Kindergarten bis Klasse 8

## Persönlichkeiten

### Söhne und Töchter der Stadt
- Nathaniel Berry (1796–1894), Politiker und Gouverneur des Bundesstaates New Hampshire
- Henry Tallman (1806–1885), Politiker, der Maine Attorney General war
- Freeman H. Morse (1807–1891), Politiker
- Francis B. Stockbridge (1826–1894), Politiker und Senator des Bundesstaats Michigan im US-Senat
- Joseph William Torrey (1828–1885), Kaufmann und Präsident der American Trading Company of Borneo
- Arthur Sewall (1835–1900),  Unternehmer und Politiker
- Edward Page Mitchell (1852–1927), Herausgeber und Schriftsteller
- Charles Frederick Hughes (1866–1934), Admiral
- Robert L. Jaffe (* 1946), Physiker

### Persönlichkeiten, die vor Ort gewirkt haben
- Peleg Tallman (1764–1840), Politiker, Mitglied des Repräsentantenhaus der Vereinigten Staaten
- William King (1768–1852), Politiker, erster Gouverneur des Bundesstaates Maine
- Benjamin Randall (1789–1859), Politiker und Leiter der Zollbehörde im Hafen von Bath
- Amos Nourse (1794–1877), Politiker und Richter am Nachlassgericht
- David Bronson (1800–1863), Politiker und Leiter der Zollbehörde im Hafen von Bath

## Sonstiges
- Auf dem Gelände der Bath Iron Works erhebt sich der höchste Kran der USA.
- Sumner Sewall, von 1941 bis 1945 Gouverneur des Staates Maine, wurde in Bath geboren und starb auch dort.